# Wat Phnom FC
Wat Phnom FC is een voetbalclub uit Phnom Penh, Cambodja. Het speelt in de Cambodjaanse voetbalcompetitie. De club werkt zijn wedstrijden af in het Phnom Penh National Olympic Stadium.